# 肃州镇
肃州镇，是中华人民共和国甘肃省酒泉市敦煌市下辖的一个乡镇级行政单位。

## 行政区划
肃州镇下辖以下地区：
祁家桥村、高台堡村、魏家桥村、肃州庙村、板桥村、武威庙村、河州堡村、孟家桥村、杨家堡村和姚家沟村。